# Peter Frye
Peter Frye (Montreal, 1 de marzo de 1914-Londres, 2 de junio de 1991) fue un actor canadiense.

## Biografía
Nació en el seno de una familia judía en Montreal, Quebec. Luchó en la guerra civil española de 1937 a 1938 como miembro de la XV Brigada Internacional y resultó herido en combate. Emigró a Israel en la década de 1950 y se convirtió en profesor de teatro en la Universidad de Tel Aviv, y también trabajó como director de escena, actor, guionista y director de cine. Se mudó al Reino Unido en la década de 1970. 
Frye coescribió el guion de la película de guerra israelí de 1954 Hill 24 Doesn't Answer, el primer largometraje producido en Israel. Dirigió y coescribió el guion de la película dramática israelí de 1961 I Like Mike, que se presentó al Festival Internacional de Cine de Cannes de 1961. Codirigió el documental israelí de 1963 La esposa del héroe (Eshet Hagibor), que retrataba la vida en un kibutz, y dirigió la película dramática israelí de 1960 Surprise Part, el documental de 1966 Israel – The Holy Land. y la película israelí de 1969 My Margo.
Sus papeles como actor incluyen a Kasyan en la película The Sell Out de 1976, Poncio Pilato en la película Jesús de 1979, Rutherford en la película Nineteen Eighty Four de 1984 y el Profesor Maddox en la película de televisión británica de 1988 Mr Know-all. También actuó en la película de Jack Gold de 1972 The Gangster Show: The Irresistible Rise of Arturo Uri.

## Cónyuges
Frye se llegó a casar dos veces, Su primera esposa fue la actriz rumana Batya Lancet con quien tuvo una hija. Su segundo matrimonio, desde 1970 hasta su muerte, fue con la actriz inglesa Thelma Ruby. A partir de 1980, adaptaron y actuaron juntos en la obra Momma Golda sobre la vida de Golda Meir, la primera y única mujer primera ministra de Israel.

## Filmografía
| Año  | Título                           | Role             | Notas         |
| ---- | -------------------------------- | ---------------- | ------------- |
| 1943 | Semillas de libertad             |                  |               |
| 1968 | Ha-Dybbuk                        | Remitente        |               |
| 1976 | La venta                         | Kasyan           |               |
| 1976 | La trama de la Pascua            | Herodes Antipas  | Sin acreditar |
| 1979 | Jesús                            | Poncio Pilato    |               |
| 1984 | Mil novecientos ochenta y cuatro | Rutherford       |               |
| 1985 | Rey David                        | Anciano de Judea |               |

## Publicaciones
- Ruby-Frye, Thelma; Frye, Peter (1997). Doble o nada: dos vidas en el teatro. La autobiografía de Thelma Ruby y Peter Frye. Compañía Editorial Janus, 336 págs.ISBN 9781857562149